# 白斯蒂克河
白斯蒂克河（烏克蘭語：Білий Стік）是烏克蘭的河流，位於該國西部，屬於西布格河的支流，發源自約西皮夫卡，流經利沃夫州，河口處在舍普季茨基以北，河道全長30公里，流域面積268平方公里。